# 耶律和古典
耶律和古典（或称耶律胡骨典、耶律胡古典）（?—?），为契丹（遼朝）皇族，辽世宗耶律阮的第一女，母親怀节皇后萧撒葛只。
保宁年间，耶律和古典封秦国长公主。耶律和古典下嫁侍中萧啜里（萧咄李）。萧咄李在宋辽战争中被杨业所杀。公主因病而终。 

## 传記資料
- 《遼史》公主表